# Ольвиопольский 7-й уланский полк
7-й уланский Ольвиопольский Его Величества Короля Испании Альфонса XIII полк — кавалерийская воинская часть Русской императорской армии. С июля 1875 г. входил в состав 7-й кавалерийской дивизии.
Старшинство: 5 июня 1812
Полковой праздник: 9 мая, перенесение мощей Св. Николая Чудотворца
Дислокация: Грубешов Люблинской губернии

## В Русской императорской армии
- 9 мая 1812 — Сформирован из помещичьих крестьян и разночинцев Киевской и Подольской губерний 4-й Украинский казачий полк.
- 1812 — Участвовал в партизанской войне с французами.
- 1813 — Находился при взятии Калиша и участвовал в блокаде Глогау. В составе Силезской армии находился в сражениях при Кацбахе и Лейпциге, при блокаде Майнца.
- 1814 — Участвовал во взятии Парижа.
- 26 октября 1816 — 4-й Украинский уланский полк.
- 8 октября 1817 — Из разделённого надвое полка с доукомплектованием казаками упразднённого в сентябре 1817 Бугского казачьего войска сформированы два линейных казачьих полка в составе 6 действующих, 3 резервных и 3 поселенных эскадронов: 4-й Бугский и 3-й Бугский уланские полки.
- 1828—1829 — 4-й Бугский уланский полк участвовал в осаде Браилова и Шумлы, в отражении нападения турок при Эски-Арнаут-Ларе, сражении при Кулевче и взятии города Энос.
- 25 июня 1830 — Ольвиопольский уланский полк.
- 1849 — Во время Венгерской кампании в составе отряда генерала Чеодаева участвовал в боях у Геремболи, Фельшо-Зольца и находился при занятии Токая.
- Во время Крымской войны в составе отряда графа Нирода участвовал в делах у Ольтеницы и под Силистрией.
- 3 июля 1856 — Присоединён 1-й дивизион расформированного Уланского Ея Императорского Высочества Великой Княгини Екатерины Михайловны полка (бывшего Елисаветградского), который передал Ольвиопольскому полку своё старшинство и боевые отличия, и шефом Ольвиопольского уланского полка назначен генерал-адъютант, генерал от кавалерии граф Остен-Сакен.
- 18 сентября 1856 — Приведён в состав 4 действующих и 2 резервных эскадронов.
- 27 апреля 1857 — Назван по шефу (генерал-адъютанту графу Остен-Сакену) Ольвиопольским Уланским Генерал-Адъютанта Графа Остен-Сакена полком.
- 1863 — 6-й резервный эскадрон расформирован, 5-й резервный эскадрон выделен в состав 4-й резервной кавалерийской бригады.
- 25 марта 1864 — Присвоен № 7.
- 19 августа 1882 года — 20-й драгунский Ольвиопольский полк.
- В 1907 году переименован в 7-й уланский Ольвиопольский полк.

## После революции

#### В армии Украинской Державы
В 1918 году полк был украинизирован и под командованием полковника А. А. Цвиленева составил (как 6-й Ольвиопольский конный полк) вместе с 5-м Кинбурнским конным полком 1-ю конную бригаду 2-й Волынской конной дивизии в армии гетмана Скоропадского.

#### В Белой гвардии
В Вооружённых силах Юга России полк был возрождён как эскадрон в составе 3-го конного полка. 3 октября 1919 года Одесский конный дивизион (70 сабель) был переименован в Ольвиопольский и включён 10-м эскадроном в состав Сводно-драгунского полка.

## Командиры и шефы

#### Шефы
- 03.07.1856 — 13.03.1881 — генерал-адъютант граф Остен-Сакен, Дмитрий Ерофеевич
- 10.01.1908 — 1917/8 гг. — король Испании Альфонс XIII.

#### Командиры
- 22.11.1817 — 01.01.1819 — полковник Деканор, Александр Иванович
- 11.03.1819 — 20.08.1828 — подполковник (с 25.12.1819 полковник) Шварц, Григорий Ефимович
- 25.11.1828 — 05.12.1833 — полковник Фохт, Пётр Андреевич
- 06.12.1833 — 10.11.1843 — полковник (с 08.09.1843 генерал-майор) Крузенштерн, Александр Карлович
- 19.12.1843 — 01.01.1848 — полковник (с 06.12.1846 генерал-майор) Берг, Александр Борисович
- 01.01.1848 — 13.10.1856 — полковник (с 06.12.1853 генерал-майор Козлянинов, Пётр Фёдорович[1]
- 13.10.1856 — 22.03.1858 — полковник Струков, Александр Никанорович
- 23.03.1858 — 19.06.1861 — полковник Медиш, Михаил Максимович
- 19.06.1861 — 13.04.1866 — полковник Гротгус, Василий Дмитриевич
- 13.04.1866 — 21.04.1872 — полковник Крит, Юлий Карлович
- 21.04.1872 — 25.06.1872 — полковник Арапов, Михаил Устинович
- 25.06.1872 — хх.хх.1878 — полковник Сюннерберг, Константин Карлович
- 22.03.1878 — 30.08.1885 — полковник Ильин, Николай Фёдорович
- 12.09.1885 — 06.09.1891 — полковник Адамович, Михаил Ефремович
- 19.09.1891 — 14.10.1899 — полковник Ягелло, Люциан Феликсович
- 29.10.1899 — 01.03.1903 — полковник Рутковский, Александр Константинович
- 24.03.1903 — 06.12.1907 — полковник Толпыго, Антон Александрович
- 11.12.1907 — 23.12.1911 — полковник Томашевский, Сергей Владимирович
- 15.01.1912 — 27.10.1914 — полковник Бурский, Павел Дмитриевич
- 27.10.1914 — 08.11.1916 — полковник (с 02.06.1916 генерал-майор) Кальмейер, Вильгельм-Александр Александрович
- 16.11.1916 — после 30.09.1917 — полковник Семёнов, Борис Анатольевич
- 22.11.1917 — хх.хх.1918 — полковник Цвиленев, Алексей Агафангелович